# スカルラッティ (小惑星)
スカルラッティ (6480 Scarlatti) は小惑星帯に位置する小惑星。ベルギーの天文学者エリック・ヴァルター・エルストがフランス南東部のアルプ＝ド＝オート＝プロヴァンス県にあるオート＝プロヴァンス天文台で発見した。
バロック時代のイタリアの作曲家、ドメニコ・スカルラッティとアレッサンドロ・スカルラッティの父子から命名された。